# Jacob Murey
Jacob Murey oder hebräisch Yaacov Murey (hebräisch יעקב מוריי‎; * 2. August 1941 in Moskau) ist ein israelischer Schachspieler.
Jacob Murey wurde in der Sowjetunion geboren und emigrierte 1976 legal nach Israel. Zu seinen Turniererfolgen gehören sein dritter beziehungsweise zweiter Platz in Hastings 1982 und Marseille 1987 sowie sein Sieg bei den Open von Sevilla 1987. Im selben Jahr bekam er vom Weltschachverband FIDE den Titel eines  Großmeisters verliehen. Von 1987 bis 1994 spielte er für den französischen Schachbund und kehrte danach zum israelischen Schachbund zurück.
Murey war 1978 ein Sekundant Viktor Kortschnois in dessen  Weltmeisterschaftskampf gegen  Anatoli Karpow.
Jacob Murey nahm mit dem israelischen Team an den Schacholympiaden 1980, 1982 und 1984 teil. Er gewann im Jahr 2001 die Europameisterschaft der Senioren und wurde 2007 in Hockenheim Dritter. 
Seine Elo-Zahl beträgt 2326 (Stand: Januar 2024), seine höchste Elo-Zahl von 2560 erreichte er im Januar 1989.
Murey war auch im Fernschach aktiv und trägt seit 1970 den Titel eines Internationalen Fernschachmeisters.